# Thomas Coutts
Thomas Coutts (11 de diciembre de 1797 – 14 de enero de 1868) fue un colono australiano que emigró de Escocia durante el siglo XIX. Estableció varias empresas, incluyendo negocios de caza de ballenas y agricultura. Coutts es tristemente conocido por perpetrar un envenenamiento masivo de aborígenes australianos en una propiedad cerca del río Clarence en la zona de Northern Rivers en Nueva Gales del Sur, lo que resultó en el asesinato de al menos 23 indígenas. Aunque fue arrestado por este crimen, las autoridades judiciales nunca llevaron el caso a juicio y fue liberado tras el pago de una fianza. A pesar de esto, Coutts se convirtió en una figura próspera y respetada en la colonia. La localidad de Coutts Crossing lleva su nombre.

## Envenenamiento masivo en Kangaroo Creek
A finales de noviembre de 1847, Thomas Coutts invitó a los aborígenes que vivían alrededor de Kangaroo Creek a su hacienda, supuestamente para ofrecerles trabajo. Anteriormente, Coutts no permitía que ningún grupo de aborígenes se acercara a su hacienda y era conocido por haber expresado la opinión de que los nativos "merecían ser disparados" . Unas 23 personas aceptaron su oferta y fueron puestas a trabajar desyerbando áreas cercanas a la hacienda. Al terminar el trabajo, Coutts les dio un saco de harina de 10 libras, en el cual se le observó poner el contenido polvoriento de un sobre de papel, creyéndose que era arsénico, antes de entregarlo al grupo de Gumbaynggirr.
Los aborígenes llevaron el saco de harina envenenada a un área comunal en las colinas entre los arroyos Kangaroo y Towallum. Allí, cocinaron con la harina y la consumieron. Un par de días después, surgieron informes de un gran número de aborígenes que se enfermaron violentamente y murieron en las colinas detrás de Kangaroo Creek. El Comisionado de Tierras de la Corona local, Oliver Fry, investigó estos informes y, en enero de 1848, visitó el sitio. Encontró los cuerpos en descomposición de al menos 23 personas, recogió pruebas, incluyendo restos de comida, y arrestó y acusó a Coutts por el crimen.

## Procedimientos legales
Los magistrados locales concluyeron que Coutts debía ser juzgado por asesinato premeditado y fue trasladado a Sídney para ser juzgado en la Corte Suprema. El 23 de febrero de 1848, Coutts compareció ante el juez Alfred Stephen y fue liberado bajo fianza de £1,000.

## Legado
A pesar de su participación en el envenenamiento masivo, Thomas Coutts llegó a ser una figura próspera y respetada en la colonia australiana. La localidad de Coutts Crossing en Nueva Gales del Sur lleva su nombre, recordando la compleja y a menudo oscura historia de la colonización australiana.